# Mantova
Mantova (italijansko Mantova; emilijansko in latinsko Mantua) je mesto in občina v Lombardiji v Italiji z okoli 50.000 prebivalci in glavno mesto pokrajine istega imena.
Leta 2016 je bila Mantova italijanska prestolnica kulture, leta 2017 pa evropska prestolnica gastronomije, vključena v vzhodno Lombardijo (skupaj z mesti Bergamo, Brescia in Cremona).
Leta 2007 sta bila na Unescov seznam svetovne dediščine vpisana mestno jedro  Mantove (centro storico) in Sabbioneta. Zgodovinska moč in vpliv mesta, ko je v njem vladala družina Gonzaga, sta Mantovo naredila za eno glavnih umetniških, kulturnih in zlasti glasbenih središč severne Italije in države kot celote. Mantova ima pomembno vlogo v zgodovini opere; mesto je znano po svojih arhitekturnih zakladih in artefaktih, elegantnih palačah in srednjeveški in renesančni mestni krajini. To je kraj, v katerem je skladatelj Monteverdi premierno predstavil svojo opero Orfej, v Shakespearjevi drami Romeo in Julija je bil Romeo izgnan iz Mantove. To je najbližje mesto rojstnega kraja rimskega pesnika Vergila, ki ima kip na jezerskem obrežju Vergilovega trga (Piazza Virgiliana).
Mantova je na treh straneh obkrožena z umetnimi jezeri, nastalimi v 12. stoletju, ki so varovala mesto. Vodo dobivajo iz reke Mincio, ki je pritok Pada in se spušča iz Gardskega jezera. Jezera se imenujejo Zgornje, Srednje in Spodnje (Lago Superiore, Lago di Mezzo in Lago Inferiore). Četrto jezero, jezero Pajolo, ki je imelo včasih vlogo obrambnega vodnega obroča okoli mesta, so osušili konec 18. stoletja.
Območje in njegova okolica sta pomembna ne samo v naravoslovnem, ampak tudi v antropološkem in zgodovinskem smislu; raziskave so odkrile številna človeška naselja, razpršena v pasu med kraji Solferino in Cavriana, Castellaro ter Isolone del Mincio. Tu so bila neprekinjeno od neolitika (5.–4. tisočletje pr. n. št.) do bronaste dobe (2.–1. tisočletje pr. n. št.) in galskega obdobja (2.–1. stoletje pr. n. št.), ko so jih zamenjale rimske naselbine, ki so bile tu do 3. stoletja n. št.

## Zgodovina
Mantova je bila naselje na rečnem otoki, ustanovljeno okoli leta 2000 pr. n. št. na bregovih reke Mincio, ki priteče iz Gardskega jezera in teče do Jadranskega morja. V 6. stoletju pred n. št. je bila to etruščanska vas, ki jo je po etruščanskem izročilu ustanovil Oknos.
Beseda Mantova morda izhaja iz imena etruščanskega boga Mantus (bog podzemlja doline Pad, kot ga je opisal Servij). Ko so mesto osvojili Kenomani, galsko pleme, se je Mantova med prvo in drugo punsko vojno borila proti Rimljanom. Morda je mesto dobilo ime po Tejrezievi hčeri Manto (Tejrezias je bil slepi tebanski videc, znan po jasnovidnosti, sedem let je bil spremenjen v žensko). To ozemlje so kasneje naselili veteranski Avgustovi vojaki. Najbolj znan antični državljan Mantove je bil pesnik Vergil ali Publius Vergilius Maro (Mantua me genuit), ki je bil rojen leta 70 pr. n. št. v vasi blizu mesta, ki je zdaj znana kot Virgilio.

### Po padcu rimskega imperija
Po padcu zahodnorimskega cesarstva je leta 476 n. št. Odoaker postal kralj Italskega kraljestva, Mantovo pa so skupaj s preostalo Italijo pozneje osvojili Ostrogoti. Vzhodno rimsko cesarstvo jo je ponovno zavzelo sredi 6. stoletja po gotski vojni, nato pa so jo ponovno izgubili proti Langobardom. Leta 774 jo je osvojil Karel Veliki in jo vključil v frankovsko cesarstvo. Predeli cesarstva (zaradi frankovske uporabe deljene dediščine) po verdunski in prümski pogodbi so vključevali Mantovo, ki je leta 843 prešla v Srednjefrankovsko kraljestvo, nato pa leta 855 v Kraljevino Italijo. Leta 962 je Italijo napadel nemški kralj Oton I. in Mantova je postala podrejena novoustanovljenemu svetemu rimskemu cesarstvu.
V 11. stoletju je Mantova postala posest Bonifaceja Canosse, mejnega grofa iz Toskane. Zadnja vladarica te družine je bila grofica Matilda Canossa (umrla 1115), ki je po legendi leta 1082 naročila gradnjo dragocene Rotonde svetega Lovrenca. Rotonda stoji še danes, obnovljena je bila 2013.
Svobodno cesarsko mesto Mantova
Po smrti Matilde Canossa je Mantova postala svobodna komuna in se je močno branila vplivov svetega rimskega cesarstva v 12. in 13. stoletju. Leta 1198 je Alberto Pitentino spremenil potek reke Mincio in ustvaril "štiri jezera", ki so naravno zaščitila mesto. Tri jezera še vedno obdajajo mesto, četrto, ki je bilo v središču mesta, je bilo osušeno v 18. stoletju.
Vlada podestov
Od leta 1215 je mestu vladal podesta (predstojnik komune) galski gvelf Rambertino Buvalelli.
V boju med gvelfi in gibelini je Pinamonte Bonacolsi izkoristil kaotične razmere in leta 1273 moč komune. Razglasil se je za voditelja. Družina Bonacolsi je v naslednjih dveh generacijah vladala Mantovi, ki je postala uspešna in umetniško lepa. 16. avgusta 1328 je Luigi Gonzaga, uradnik v Bonacolsijevem podeštatu, z družino v Mantovi zanetil ljudski upor in z državnim udarom odstavil zadnjega vladarja Bonacolsija Rinalda.

### Družina Gonzaga
Ludovico Gonzaga, ki je bil od leta 1318 podesta Mantove, je bil izvoljen za generala kapitana ljudstva. Zgradili so novo obzidje s petimi vrati in v 14. stoletju obnovili mesto; vendar pa so bile politične razmere zapletene, razrešil jih je  tretji vladar Ludovico III. Gonzaga, ki je ukinil svojo odvisnost in centraliziral moč. V obdobju italijanske renesanse je družina Gonzaga omilila svojo despotsko vladavino in še dodatno dvignila stopnjo kulture in prefinjenosti v Mantovi. Mesto je postalo pomembno središče renesančne umetnosti in humanizma. Markiz Gianfrancesco I. Gonzaga je leta 1423 v Mantovo pripeljal Vittorina da Feltreja, da je odprl svojo znano humanistično šolo, Casa Giocosa.
Isabella d'Este se je poročila s Francescom II. Gonzago leta 1490. Ko se je preselila v Mantovo iz Ferrare (bila je hčerka vojvode Ercola, vladarja Ferrare), je ustvarila svoj slavni studiolo (študijska soba) najprej v gradu svetega Jurija, za katerega je naročila slike Mantegne, Perugina in Lorenza Coste. Kasneje je preselila študijsko sobo (studiolo) v Stari dvor in naročila dve sliki pri Correggiu, ki sta se pridružili petim iz gradu. Takrat je bilo v Italiji  nenavadno, da ima ženska študijsko sobo. Bila je goreča zbirateljica, Niccolò da Corregio jo je imenoval "la prima donna del mondo".
Leta 1433 je cesar Sigismund za 120.000 zlatih florintov Gianfrancesca I. imenoval za markiza Mantove.  Sigismundova nečakinja Barbara iz Brandenburga se je poročila Gianfrancescovim sinom Ludovicom. Leta 1459 je papež Pij II. vodil v Mantovi koncil in razglasil križarsko vojno proti Turkom. Pri Ludovicu in njegovih dedičih je kot dvorni slikar delal slavni renesančni slikar Andrea Mantegna in naredil nekaj svojih najboljših del.
 Vojvodina Mantova
Prvi vojvoda Mantove je bil Federico II. Gonzaga, ki mu je leta 1530 naslov podelil sveti rimski cesar Karel V. Federico je naročil Giuliu Romanu, da zgradi znamenito Tejetsko palačo na obrobju mesta, s čimer je temeljito povečal ugled mestu. Konec 16. stoletja je Claudio Monteverdi prišel v Mantovo iz rojstne Cremone. Delal je na dvoru Vincenza I. Gonzage, najprej kot pevec in violinist, nato kot glasbeni režiser. Leta 1599 se je poročil s pevko Claudio Cattaneo.

### Od Gonzagov do Habsburžanov
Leta 1627 se je neposredna veja družine Gonzaga končala z groznim in šibkim Vincenzom II. in Mantova se je z novimi vladarji Gonzaga - Nevers, kadetska francoska veja družine, počasi zmanjševala. Izbruhnila je vojna za nasledstvo in leta 1630 je cesarska vojska s 36.000 landsknehti oblegala mesto in s seboj prinesla kugo. Mantova si od te nesreče nikoli ni opomogla. Ferdinand Carlo IV., nesposoben vladar, ki so ga zanimale le zabava in gledališke predstave, je bil povezan s Francijo v vojni za špansko dediščino. Po francoskem porazu se je zatekel v Benetke in s seboj odnesel tisoč slik. Po njegovi smrti leta 1708 je bil vojvoda Mantove ukinjen in družina Gonzaga je za vedno izgubila Mantovo v korist avstrijskih Habsburžanov.
Pod avstrijsko vlado je mesto oživelo, v tem času pa so zgradili Kraljevo akademijo znanosti in umetnosti, znanstveno gledališče in številne palače.
Napoleonske vojne
Leta 1786 se je avstrijsko vojvodstvo Mantova, deset let, preden je Napoleon Bonaparte začel svoj pohod nad Evropo, pridružilo Milanski vojvodini do leta 1791.
4. junija 1796 je Mantovo oblegala Napoleonova vojska, ko se je premikal proti Avstriji, ki se je pridružila prvi koaliciji proti Franciji. Avstrijski in ruski poskusi, da bi prekinili obleganje, niso bili uspešni, vendar so dovolj razpršili francoske sile, da je bilo obleganje prekinjeno 31. julija. Po preusmeritvi francoskih sil drugam so Francozi obnovili obleganje 24. avgusta. V začetku februarja 1797 se je mesto predalo in regija je prišla pod francosko upravo. Dve leti kasneje, leta 1799, so mesto ponovno upravljali Avstrijci.
Kasneje je mesto spet prešlo pod Napoleonov nadzor in postalo del Napoleonovega kraljestva Italije. Leta 1810 je bil Andreas Hofer, tirolski upornik, ustreljen pri mestnih vratih v Borgo di Porto (citadela), ko je vodil upor proti Napoleonu.
Kraljevina Lombardija - Benetke
Po kratkem obdobju francoske vladavine se je Mantova leta 1814 vrnila v Avstrijo in postala ena od štirih trdnjav v severni Italiji. Pod dunajskem kongresu (1815) je Mantova postala pokrajina vlombardsko-beneškem kraljestvu v avstrijskem cesarstvu. Propaganda proti Avstriji je zanetila upor, ki je trajal od leta 1851 do 1855, a ga je avstrijska vojska končno zatrla. Eden najbolj znanih dogodkov italijanskega risorgimenta je bil v dolini Belfiore, v kateri so Avstrijci obesili skupino upornikov.

### Združitev Italije
V bitki pri Solferinu (francosko-avstrijska vojna) leta 1859 so Savojci Piemonta - Sardinije podprli francoskega cesarja Napoleona III. proti Avstrijcem. Po porazu Avstrije je Lombardija pripadla Franciji, ki je zamenjala Lombardijo v Piemont - Sardinijo ter vrnila Nico in Savojo.
Mantova, čeprav je bila v sestavi pokrajine Lombardija, je bila še vedno pod avstrijskim cesarstvom skupaj z Benetkami. Leta 1866 je Severnonemška konfederacija, ki jo je vodila Prusija, pristala na novo ustanovljeno kraljestvo Italije, ki je vodilo Piemont proti avstrijskemu cesarstvu. Hiter poraz Avstrije je povzročil ukinitev Beneške kraljevine (skupaj z glavnim mestom Benetkami). Mantova je bila ponovno povezana z deželo Lombardijo in vključena v Kraljevino Italijo.

## Geografija
Mantova je v deželi Lombardija, nedaleč od meje z deželama Benečijo in Emilijo - Romanjo.

### Hidrografija
V 12. stoletju je arhitekt in vodar Alberto Pitentino, ki ga je izbrala komuna Mantova, organiziral obrambni sistem mesta tako, da je uredil reko Mincio in popolnoma obkrožil naseljeno središče s štirimi jezeri: mesto je postalo otok.
Do podeželja sta vodila dva mostova: Most mlinov (Ponte dei Mulini) in Most svetega Jurija (Ponte di San Giorgio), ki še vedno stoji. Zgrajena sta bila med letoma 1198 in 1199.
Ko je bila Mantova komuna, je kanal Rio mesto prerezal na dva dela in je povezoval spodnje jezero z zgornjim. Drugi jezovi in zapornice so zagotavljali ustrezno zaščito pred vodami.
V 17. stoletju so močne poplave začele hitro upadati: reka Mincio, ki je prenašala trdne snovi, je jezera preoblikovala v nezdrava močvirja, ki so omejevala nadaljnji razvoj. Jezero Pajolo so preusmerili na jug, tako da bi se mesto branilo le s tremi stranicami, kot polotok, in danes je še vedno tako.
Na reki Mincio so tri jezera, ki dajejo Mantovi posebno značilnost, saj se zdi, da mesto raste iz vode. Leta 1984 je bil ustanovljen Park Mincio, ki je del občine Mantova.

### Podnebje
Ker je mesto v zaledju severne Italije, ima viharno zimsko podnebje, snežne padavine niso neobičajne. Zaradi jezer je podnebje vedno značilno visoko vlažno: pozimi je pogosta megla. Tudi poleti je podnebje vlažno, mesto je slabo prezračeno. 16. februarja 1929 je bilo 19 stopinj pod ničlo, najvišja temperatura pa je bila 7. julija 1957, ko je bilo 38,2 stopinje v senci. V zimah od leta 1930 do 1955 je bilo povsem običajno, da so jezera okoli mesta vsaj delno zamrznila.

## Znamenitosti
Gonzage so bili zaščitniki umetnosti in kulture ter gostili več pomembnih umetnikov, med njimi Leona Battisto Albertija, Andreo Mantegno, Giulia Romana, Donatella, Petra Paula Rubensa, Pisanella, Domenica Fettija, Luco Fancellija in Nicola Sebregondija. Čeprav so mnoge mojstrovine razpršene, je kulturna vrednost Mantove kljub temu izjemna, saj so številne patricijske in cerkvene stavbe edinstven primer italijanske arhitekture.
Glavne znamenitosti:
- Palača Te (Tejetska palača) (1525–1535), stvaritev Giulia Romana (ki je v zadnjih letih živel v Mantovi) v zrelem renesančnem slogu z nekaj namigi na porafaelov manierizem. Bila je poletna stanovanjska vila Friderika II. Gonzaga. V njej je zdaj Mestni muzej (z donacijami Arnolda Mondadorija, enega najpomembnejših italijanskih založnikov, in Uga Sissa, arhitekta Mantove, ki je delal v Iraku, od koder je prinesel pomembne mezopotamske umetnine);
- Vojvodska palača, znana rezidenca družine Gonzaga, sestavljena iz številnih zgradb, dvorišč in vrtov, zbranih okoli Kapitanske palače, Velike hiše (Magna Domus) in gradu svetega Jurija s Sobo mladoporočencev (Camera degli Sposi), ki jo je poslikal Andrea Mantegna;
- Baziliko svetega Andreja so začeli graditi leta 1462 po načrtih Leona Battista Albertija, vendar je bila končana šele v 18. stoletju, ko je bila zgrajena masivna kupola, ki jo je oblikoval Filippo Juvarra;
- Stolnica svetega Petra apostola;
- Rotonda svetega Lovrenca;
- Bibienovo gledališče, znano tudi kot Znanstveno gledališče (Teatro Scientifico), je naredil Antonio Bibiena med letoma 1767 in 1769. Uradno je bilo odprto 3. decembra 1769, 16. januarja 1770 pa je imel koncert trinajstletni Wolfgang Amadeus Mozart;
- Cerkev svetega Boštjana;
- Škofovska palača (Palazzo Vescovile);
- Ubertijeva palača;
- Arcova palača, neoklasična palača, ki jo je leta 1746 zgradila plemenita družina iz Trenta. V njej sta muzej in galerija slik z deli Bernardina Luinija, Alessandra Magnasca, Fransa Pourbusa mlajšega, Anthonisa van Dycka in Giuseppeja Bazzanija;
- Torre della Gabbia (Stolp s kletko);
- Podeštatova (načelnikova) palača;
- Mestna hiša s stolpom z uro;
- Bonacolsijeva palača;
- Palača Valenti - Gonzaga, baročna arhitektura in dekoracija s freskami, ki so pripisane flamskemu slikarju Fransu Geffelsu. Fasado palače je zasnoval Nicolò Sebregondi;
- Casa del mercato, renesančna zgradba s freskami, ki jo je zasnoval Luca Fancelli leta 1462, kasneje pa jo je uporabljal Andrea Mantegna;
- Mantegneva hiša, obrnjena proti cerkvi svetega Boštjana. Gradil jo je umetnik leta 1476 in ima načrt s krožnim notranjim dvoriščem. Zdaj se uporablja za občasne razstave;
- Cerkev svete Pavle, zgrajena v začetku 15. stoletja po želji markize Paole Malateste, žene Francesca I. Arhitekta Luca Fancelli in Giulio Romano sta sodelovala pri njeni konstrukciji. V njej so grobnice petih članov družine Gonzaga, vključno s Paolom in Francescom II.;
- Cerkev svete Marije iz Gradara, zgrajena leta 1256 na kraju, kjer je po tradiciji pokopan sveti Longin. Leta 1772 je postala trgovina in je bila ponovno posvečena v 1950-ih.

## Zanimivosti
- Letna raziskava Legambiente (ekološko gibanje v Italiji) leta 2005 je Mantovo razglasila za najboljše mesto za življenje v državi. Študija je med drugim temeljila na ravni onesnaževanja, kakovosti življenja, prometa in javnega prevoza.[5]
- Telo svetega Longina, dvakrat najdeno in izgubljeno; potrjeno je bilo, da je bilo leta 1304 ponovno najdeno v Mantovi skupaj s sveto spužvo, popackano s Kristusovo krvjo.
- V drami Romeo in Julija Williama Shakespearja je Romeo izgnan iz Mantove zaradi uboja Tibalta. V Shakespearjevi Ukročeni trmoglavki je šolski učitelj, ki se pretvarja, da je Lucentijev oče, Vincentio, iz Mantove.
- Skladatelj Claudio Monteverdi je bil zaposlen pri Vincenzu Gonzagi, vladarju vojvodine Mantove, ko je napisal Večernice za blaženo Devico. Vincenzev sin in naslednik leta 1612, Francesco IV. Gonzaga, je v resnici odpustil Monteverdija, ki je odšel na uglednejši položaj v baziliko svetega Marka v Benetkah.
- V Mantovi je bila uprizorjena opera Rigoletto Giuseppeja Verdija (na podlagi igre Victorja Hugoja Kralj se zabava). Avstro-ogrske oblasti v Benetkah so ga prisilile, da je dogajanje iz Francije prestavil v Mantovo. Srednjeveška zgradba s portikom in ložo iz 15. stoletja v Mantovi je "Rigolettova hiša". Pripadala je stolnici. Družina Gonzaga jo je izbrala kot rezidenco legendarnega dvornega norca, ki ga je nato v operi uporabil Verdi.
- Leta 1997 je Mantova gostila Festivaletteratura, enega najbolj znanih literarnih dogodkov v Evropi.
- Leta 2007 so med gradnjo tovarne odkrili ostanke dveh oseb, znanih kot ljubimca iz Valdara. Ostanki naj bi bili stari med 5000 in 6000 let. Špekulira se, da so to ostanki dveh mladih ljubimcev, ker se zdi, da se okostji objemata.  Arhivirano 2007-09-27 na Wayback Machine.
- Maja 2012 je smrtonosni potres prizadel severno Italijo in povzročil škodo nekaterim zgodovinskim stavbam v Mantovi, vključno z Vojvodsko palačo. Po mesecih popravil je bila palača ponovno odprta septembra 2012.
- Skladatelj Antonio Vivaldi je bil zaposlen pri guvernerju Mantove v obdobju od 1718 do 1720

## Pobratena mesta
| - Azuči, Šiga, Japonska, 2005 - Madison, Wisconsin, ZDA, 2001 - Weingarten (Württemberg), Nemčija, 1998 - Puškin, Rusija, 1993 - Charleville-Mézières, Francija, 1963 | - Nevers, Francija, 1963 - Hyderabad, Telangana, Indija - Oradea, Romunija - Vitória, Brazilija |

## Pomembni meščani
- Giovanni Battista Bertani (1516–1576), arhitekt,
- Constanzo Beschi (8. november 1680–1742), Vīramāmunivar v tamilščini, znan tamilski pesnik,

- Baldassare Castiglione, (6. december 1478–2. februar 1529), grof Casatico, italijanski dvorjan, diplomat, vojak in ugledni renesančni avtor
- Gino Fano (1871–1952), matematik,
- Mario Gadda (1930–2008), izdelovalec godal, posebej violin,
- Pietro Giovanni Guarneri (1655–1720), izdelovalec violin iz družine  Guarneri, zapustil Cremono leta 1679, sčasoma se je uveljavil v Mantovi,
- Alberto Jori, neoaristotelski filozof,
- Claudio Monteverdi (okoli 1567–1643), skladatelj,
- Pietro Pomponazzi (1462–1525), filozof. Včasih znan po latinskem imenu Petrus Pomponatius,
- Salamone Rossi (okoli 1570–1630), judovski violinist in skladatelj, ki je bil od 1587 do 1628 koncertni mojster na dvoru v Mantovi,
- Giuseppe Sarto (1835–1914), škof leta 1884, preden je postal papež Pij X. leta 1903,
- Stefano Scarampella (1843–1925), izdelovalec violin, zapustil je Brescio in se leta 1886 preselil v Mantovo,
- Vergil (70 pr. n. št.–19 po n. št.), klasični rimski pesnik.